# Алуніш (Бузеу)
Алуніш (рум. Aluniș) — село у повіті Бузеу в Румунії. Входить до складу комуни Колць.
Село розташоване на відстані 110 км на північ від Бухареста, 43 км на північний захід від Бузеу, 126 км на захід від Галаца, 68 км на південний схід від Брашова.

## Населення
За даними перепису населення 2002 року у селі проживала 191 особа, усі — румуни. Усі жителі села рідною мовою назвали румунську.